# Maison de Scultetus
 (février 2021).
 (février 2021).

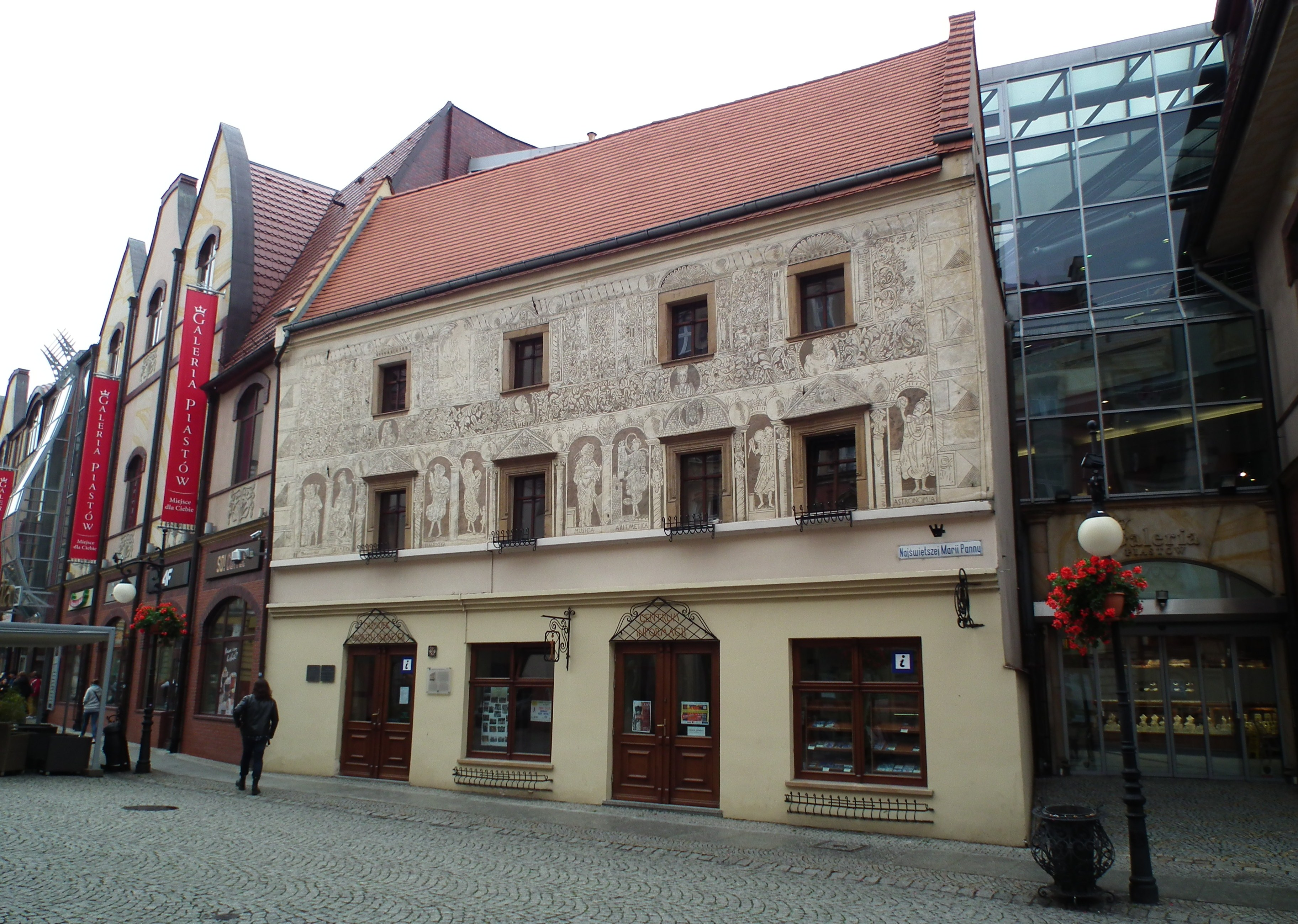
La maison vue de la rue de la Vierge (la Galerie des Piast à côté)

La maison de Scultetus (Scholz) est une maison historique de la rue de la Vierge à Legnica, Pologne, près de la Galerie des Piast.
Le bâtiment d'un style de l'époque de Renaissance a été construit au début du XVe siècle. La décoration sur la façade, faite de deux sections, fut érigée par la technique sgraffite de 1611. Elle présente des éléments géométriques ou architectoniques, ainsi que les personnifications des arts libéraux : la Grammaire, la Dialectique, la Rhétorique, la Musique, l’Arithmétique, l’Astronomie et la Géométrie. Le maître Giovanni et son élève étaient les auteurs de la décoration, et ils se sont trouvés dans le programme décoratif du sgraffite. cette œuvre à été recouverte de plâtre à la fin du XIXe siècle. 
En 1972, le bâtiment a été exposé pendant les travaux de conservation. À l’origine, le bâtiment entier était recouvert de sgraffites, mais seulement sa partie haute a survécu jusqu’à aujourd’hui[réf. nécessaire]. Entre 2005 et 2006, le bâtiment fut rénové grâce au cofinancement de la fondation d’Erika Simon.
La maison était la propriété de Johann Scultetus (Hanz Scholz) – l’humaniste de Legnica, et depuis 1611 du recteur de l’école sur l’église des Saints Pierre et Paul. Aujourd’hui, la maison est le siège du Centre de Sport et de Récréation (pol. Ośrodek Sportu i Rekreacji) et de l’Office de tourisme de Legnica (pol. Informacja Turystyczna).